# Kristen Wilson
Pour les articles homonymes, voir Wilson.
Kristen Wilson, née le 4 septembre 1969 à Chelmsford dans le Massachusetts, est une actrice américaine. Elle joua, entre autres, dans Dr. Dolittle, Dr. Dolittle 2 et Dr. Dolittle 3 et Des amours de sœurcières.

## Filmographie

### Cinéma
- 1993 : Who's the Man? : Marla
- 1994 : Dead Funny : Sort n°1
- 1995 : The Pompatus of Love : Tasha
- 1995 : Girl 6 : La vendeuse n°1
- 1995 : A l'épreuve des balles : Traci
- 1995 : Get on the Bus : Shelly
- 1998 : Docteur Dolittle : Lisa Dolittle
- 1999 : New York Aria : Julia
- 2000 : Donjons & Dragons : Norda
- 2001 : Docteur Dolittle 2 : Lisa Dolittle
- 2002 : Confessions d'un homme dangereux : Loretta
- 2004 : Tolérance Zéro : Michelle Vaughn
- 2006 : Docteur Dolittle 3 : Lisa Dolittle (vidéo)

### Télévision

#### Séries télévisées
- 2002 : Ma famille d'abord : Dr Cooper Madison (saison 2 épisode 13)
- 2002 : Preuve à l'appui : Kim Watkins (saison 1 épisodes 10, 12, 19)
- 2002-2003 : Washington Police : Kendall Truman

#### Téléfilms
- 1995 : Mike Tyson, l'histoire de sa vie : Robin Givens
- 2005 : Des amours de sœurcières : Miranda
- 2007 : Des amours de sœurcières 2 : Miranda
- 2011 : Mega Python vs. Gatoroid : Barbara

## Voix françaises
- Micky Sébastian dans :
  - Docteur Dolittle (1998)
  - Docteur Dolittle 2 (2001)
  - Docteur Dolittle 3 (2006)

- Dorothée Jemma dans :
  - Des amours de sœurcières (2005)
  - Des amours de sœurcières 2 (2007)

- Magaly Berdy dans Donjons et Dragons (2000)
- Annie Milon dans Tolérance Zéro (2004)